# Au commencement (film)
Pour les articles homonymes, voir Au commencement (homonymie) et Commencement.
Pour plus de détails, voir Fiche technique et Distribution.
Au commencement est un film franco-géorgien réalisé par Dea Kulumbegashvili, sorti en 2020.
Initialement sélectionné pour le festival de Cannes 2020 (finalement annulé), il est présenté au festival international du film de Toronto 2020 où il remporte le prix FIPRESCI.
Il est ensuite présenté au Festival international du film de Saint-Sébastien 2020 où il remporte la Coquille d'or, la Coquille d'argent du meilleur réalisateur, la Coquille d'argent de la meilleure actrice pour Ia Sukhitashvili et le prix du jury pour le meilleur scénario.

## Fiche technique
Sauf indication contraire, les informations mentionnées dans cette section peuvent être confirmées par la base de données cinématographiques IMDb,  présente dans la section « Liens externes ».
- Titre original français : Au commencement
- Titre original anglophone : Beginning
- Réalisation : Dea Kulumbegashvili
- Scénario : Dea Kulumbegashvili et Rati Oneli
- Pays d'origine : France - Géorgie
- Format : Couleurs - 35 mm - 1,33:1
- Genre : drame
- Durée : 130 minutes
- Dates de sortie[2] :
  -  Canada : 11 septembre 2020 (festival international du film de Toronto)
  -  Espagne : 22 septembre 2020 (festival international du film de Saint-Sébastien)
  -  France : 1er décembre 2021

## Distribution
- Ia Sukhitashvili : Yana
- Kakha Kintsurashvili : détective
- Rati Oneli : David

## Sortie

### Accueil
En France, le site Allociné recense une moyenne des critiques presse de 3,5/5.

## Distinctions

### Récompenses
- Festival international du film de Toronto 2020 : prix FIPRESCI
- Festival international du film de Saint-Sébastien 2020 : Coquille d'or, Coquille d'argent du meilleur réalisateur, Coquille d'argent de la meilleure actrice pour Ia Sukhitashvili et prix du jury pour le meilleur scénario

### Sélection
- Label Festival de Cannes 2020
- Listapad 2020 : sélection en compétition internationale